# Pole jednorodne
Pole jednorodne – pole fizyczne, w którego wszystkich punktach natężenie pola jest takie samo, czyli ma stałą wartość, kierunek i zwrot. Linie sił w takim polu są prostymi równoległymi. Jeżeli polem tym jest pole sił, to siła działająca na ciała, wynikająca z obecności pola, jest stała w całym obszarze występowania pola.

## Przykłady
- Jednorodne pole elektryczne występuje między równoległymi płytami metalowymi naelektryzowanymi różnoimiennie (np. w kondensatorze płaskim)
- Jednorodne pole magnetyczne występuje w długiej cewce o jednakowej, na całej długości cewki, liczbie zwojów przypadającej na jednostkę długości cewki. Układem cewek wytwarzającym jednorodne pole magnetyczne w dużym obszarze jest cewka Helmholtza.
- Pole grawitacyjne w pobliżu powierzchni Ziemi, dla niezbyt rozległych obszarów, uznaje się za jednorodne (np. przy projektowaniu budynków). W większej skali, w której uwzględnia się również krzywiznę powierzchni Ziemi, trzeba uwzględnić, że pole grawitacyjne naszej planety jest polem centralnym (np. w rozpatrywaniu zagadnienia ruchu rakiet balistycznych).